# Cis solomonensis
Cis solomonensis is een keversoort uit de familie houtzwamkevers (Ciidae). De wetenschappelijke naam van de soort werd in 1944 gepubliceerd door Kenneth Gloyne Blair.